# Stare wygi
Stare wygi (ang. Old Dogs) – amerykański film komediowy z 2009 roku (data premiery w USA) w reżyserii Walta Beckera. W głównych rolach występują John Travolta jako Charlie oraz Robin Williams jako Dan.
Premiera filmu w Polsce odbyła się 22 stycznia 2010 roku.

## Fabuła
Dwóch biznesmenów w średnim wieku – rozwodnik Dan i mocno rozrywkowy kawaler Charlie, finalizuje jeden z najlepszych kontraktów w swojej karierze. Niespodziewanie muszą zaopiekować się siedmioletnimi bliźniakami. Próba pogodzenia obu tych spraw powoduje lawinę niezwykle zabawnych komplikacji, a także stopniowo uzmysławia obu panom, co, tak naprawdę, jest w życiu najważniejsze.

## Obsada
- John Travolta – Charlie Reed
- Robin Williams – Dan Rayburn
- Kelly Preston – Vicki Greer
- Seth Green – Craig White
- John Saxon – Poul
- Lori Loughlin – Amanda
- Ella Travolta – Emily Greer
- Conner Rayburn – Zach Greer
- Dax Shepard – Gary
- Bernie Mac – Jimmy Lunchbox, jego niedokończona i ostatnia rola
- Matt Dillon – Troop Leader Barry
- Rita Wilson – Jenna
- Justin Long – Troop Leader Adam
- Ann-Margret – Martha
- Luis Guzman – Baby Proofer #2